# Aranyjakamár
Az aranyjakamár (Jacamerops aureus) a madarak (Aves) osztályának harkályalakúak (Piciformes) rendjébe, ezen belül a jakamárfélék (Galbulidae) családjába tartozó faj.
Nemének az egyetlen faja.

## Előfordulása
Az aranyjakamár előfordulási területe a következő országokat foglalja magába: Bolívia, Brazília, Costa Rica, Ecuador, Francia Guyana, Guyana, Kolumbia, Panama, Peru, Suriname és Venezuela.

## Alfajai
- Jacamerops aureus aureus
- Jacamerops aureus isidori
- Jacamerops aureus penardi
- Jacamerops aureus ridgwayi

## Megjelenése
A testhossza 29,5–30 centiméter, testtömege pedig 63–70 gramm közötti. A felnőtt hím pofája, feje, háti része és szárnyai fémesen zöldek, néhol aranysárga árnyalattal. A pofáján, homlokán és farktollaiban kék szín is látható; a hátán pedig rezes-lila. A torka fehér, a begye és a hasa sötét rozsdás-vörös. A csőre fekete, a lábai sötét szarvszínűek. A tojó majdnem olyan, mint a hím, azonban a torkáról hiányzik a fehér folt.

## Életmódja
A trópusi és szubtrópusi alföldi esőerdők lakója. Legfeljebb 500 méteres tengerszint feletti magasságig hatol fel. Az erdők lomb borította, árnyékos, közepes szintjén él; általában patakok vagy folyók mentén lévő erdőrészekben. Tápláléka repülő rovarokból és a növényeken pihenő pókokból áll.

## Szaporodása
A költési időszaka márciustól májusig vagy júniusig tart. Falakó termeszek odúfészkeiben költ; 3-15 méteres magasságok között.

## Képek

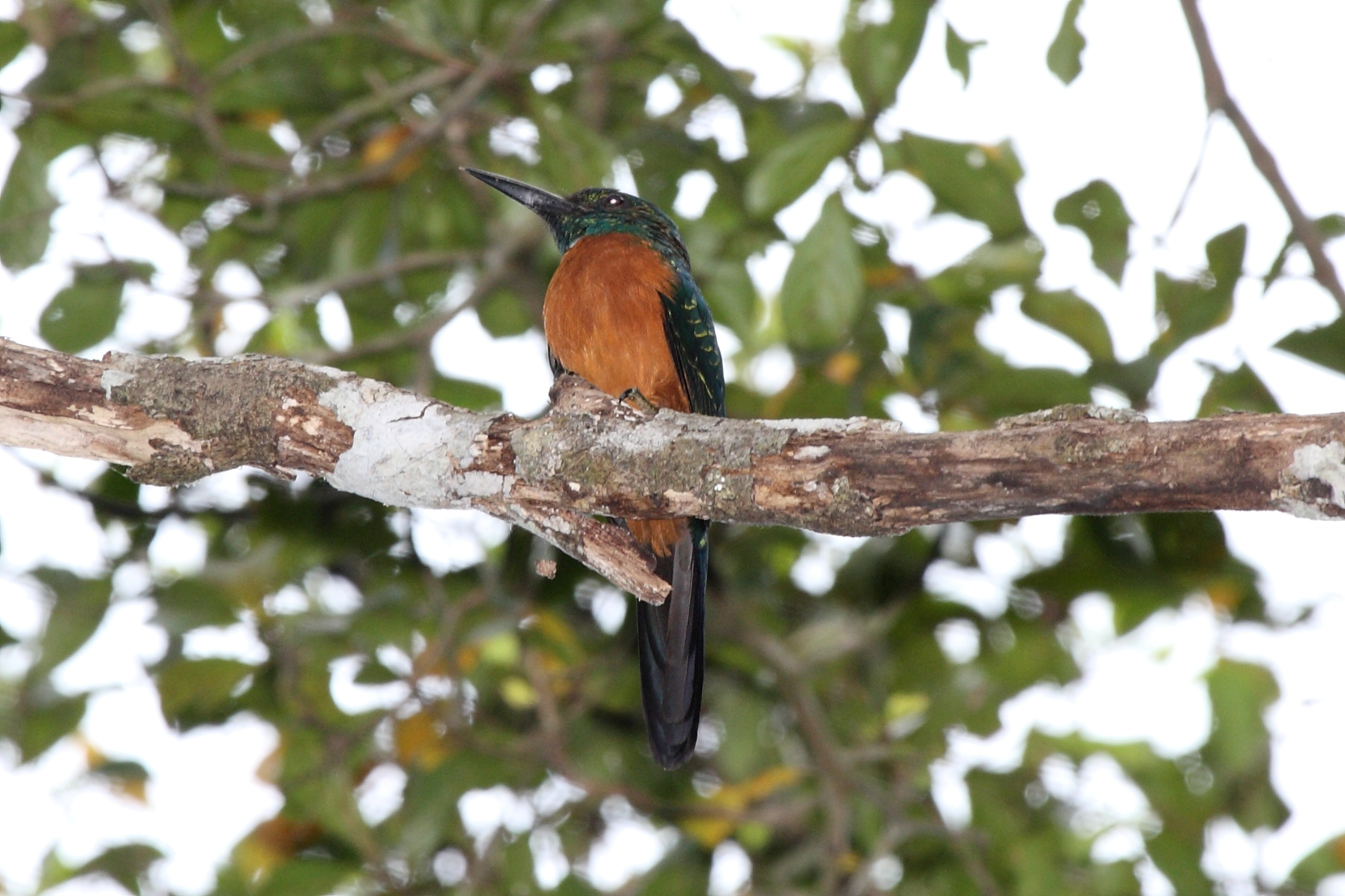
Panamai példány
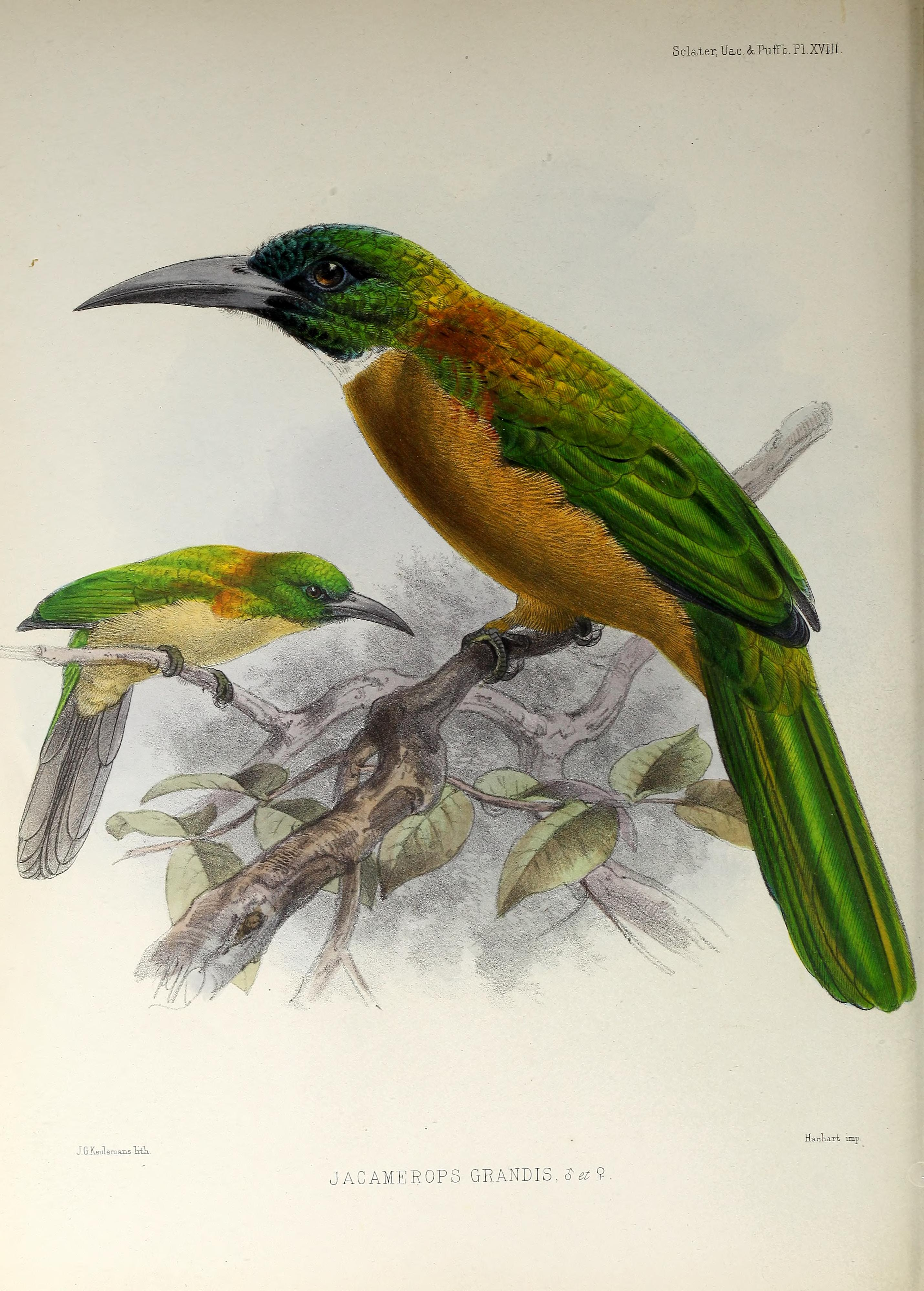
Régi rajzok
a madárról

## Fordítás
- Ez a szócikk részben vagy egészben  a   Great jacamar című angol Wikipédia-szócikk ezen változatának fordításán alapul.  Az eredeti cikk szerkesztőit annak laptörténete sorolja fel. Ez a jelzés csupán a megfogalmazás eredetét és a szerzői jogokat jelzi, nem szolgál a cikkben szereplő információk forrásmegjelöléseként.